# Woodland (Teignbridge)
Woodland – wieś i civil parish w Anglii, w Devon, w dystrykcie Teignbridge. W 2011 civil parish liczyła 134 mieszkańców.